# Шмидт, Фриц
Фриц Шмидт или Фридрих Шмидт (нем. Fritz Schmidt или нем. Friedrich Schmidt; 6 декабря 1908, Бохум, Германская империя — 17 апреля 1983, Мюнхен, ФРГ) — немецкий юрист, штурмбаннфюрер СС, военный преступник, начальник отделения гестапо в Киле.

## Биография
Фриц Шмидт родился 6 декабря 1908 года в семье тюремного инспектора. Посещал народную школу и реальное училище имени Гёте в Бохуме, сдав весной 1928 года экзамены на аттестат зрелости. С 1928 по 1932 год изучал юриспруденцию в университетах Бонна и Мюнстера. С 1929 года был членом национал-социалистического союза студентов. 1 февраля 1931 года вступил в НСДАП (билет № 455700). 1 мая 1933 года присоединился к штурмовым отрядам (СА). В 1932 году сдал первый государственный экзамен в Дюссельдорфе, после чего работал судебным заседателем в высшем земельном суде города Хамм. В октябре 1935 году в Берлине сдал второй государственный экзамен. После безработицы летом 1936 года поступил на службу в отделение гестапо в Берлине. 14 июня 1937 года был зачислен в ряды СС (№ 290023). С 1938 по 1939 год занимал должность заместителя руководителя гестапо в Ганновере. В 1940 году был переведён в Главное управление имперской безопасности (РСХА) в Берлине, где работал в качестве следователя и представителя стороны обвинения в суде СС и полиции.
В начале 1940 года стал заместителем шефа гестапо в городе Бреслау. С мая 1942 года служил в управлении I (кадровые и организационные вопросы) в группе D2 (дисциплинарные вопросы в СС) РСХА. 1 августа 1942 года Шмидт был переведён на Восточный фронт, где стал заместителем Ойгена Штаймле, командира зондеркоманды 4a, осуществлявшей массовые убийства евреев на оккупированных советских территориях. С января 1943 года временно занимал пост руководителя зондеркоманды 4a. Осенью 1943 года вернулся обратно в РСХА. С начала января 1944 года и до конца войны возглавлял гестапо в городе Киле. После вступления в должность Шмидт распорядился создать учебно-трудовой лагерь Нордмарк. 29 марта 1944 года по указанию главного управления имперской безопасности Шмидт поручил Йоханнесу Посту расстрелять четырёх пойманных офицеров британских ВВС, совершивших побег из Шталага III-A. В октябре 1944 года он сформировал айнзацгруппу «Штеглих», в задачи которой входило преследование движения сопротивления. В конце войны присутствовал на казнях в лагере Нордмарк.

### После войны
После окончания войны Шмидт скрылся и с 1946 года под ложной фамилией Шмундт работал перевозчиком и юридическим помощником сенатора Бремена по вопросам экономики, портов и дорожного движения. Из-за опасений быть раскрытым взял второй псевдоним Шютте и летом 1947 года переехал в Мюнхен, где работал в строительной сфере. В связи с тем, что он жил под чужим именем ему не пришлось проходить процедуру денацификацию. С 1949 по 1951 года работал клерком в страховой компании «Виктория» и занимал руководящие посты в фирме Hamburg-Mannheimer AG. 11 ноября 1961 года информация о его личности и нацистском прошлом, а также членство в организации Гелена была обнародована, в связи с публикацией в газете Neues Deutschland. Он потерял работу в кампании Hamburg-Mannheimer AG и был осуждён окружным судом Мюнхена на трёхмесячный срок за предоставление фальсифицированных данных, но отбывать данный срок ему не пришлось. С 1962 года работал фрилансером и с разрешения правительства Верхней Баварии жил под фамилией Шмидт-Шютте. 18 декабря 1963 года был арестован по подозрению в совершении военных преступлений, но 28 июля 1965 года отпущен на свободу. 20 мая 1968 года земельный суд Киля приговорил Шмидта к 2 годам тюремного заключения за содействие в убийстве британских офицеров, но с учетом срока нахождения в следственном изоляторе ему не пришлось отбывать наказание. 14 января 1969 года приговор был утверждён федеральным верховным судом ФРГ. Расследование по поводу деятельности Шмидта в айнзацгруппе C было прекращено.